# David Snug
David Snug, pseudonyme de Guillaume Cardin, est un auteur de bande dessinée et musicien libertaire français né en 1975 à Bayeux.

## Biographie
Adolescent, Guillaume Cardin passe un Bac Arts appliqués puis s’oriente ensuite vers un DEUG Arts plastiques avant de finalement s’inscrire en Licence de cinéma. Peu enthousiaste, il arrête ses études pour entrer dans la vie active en ciblant des activités artistiques. Ayant adopté le pseudo de David Snug, il partage ses activités professionnelles entre la réalisation de bandes dessinées, de fanzines, de chroniques pour les magazines New Noise et So Film, l'organisation d'expositions et la pratique de la musique au sein des groupes Trotski Nautique, Top Montagne ou Jessica 93,.
Les thèmes récurrents abordés dans ses œuvres sont le rock indépendant, le travail, l'école et le chômage.

## Œuvres

### Bandes dessinées
- Je suis très déçue par ton attitude (Les Enfants rouges - 2008)
- Y'a que les fourmis qui bossent (Les Enfants rouges - 2010)
- J'aime pas la musique (prix du jury Bulles Zik - Les Enfants rouges - 2011)
- 64 ans en 2039 (Les Enfants rouges - 2012)[10]
- Lionel J et les pédés du cul (Marwanny - 2013)
- La maison n'accepte pas l'échec (Les Enfants rouges - 2014)
- Les Rois de la récré (Même Pas Mal - 2014)[11]
- La vie est trop Kurt (Même Pas Mal - 2015)[12],[13]
- 50 classiques de la pop (Marwanny - 2017)
- Je n'ai pas de projet professionnel (Même Pas Mal - 2017, réédité en 2020)[14]
- Ça c'est mon Jean-Pion (Même Pas Mal - 2018)[15]
- Variété (Marwanny - 2019)
- Mon fiston ma baston, Même Pas Mal, 2020[16]
- Dépôt de bilan de compétences, Nada, 2020[9],[17],[18]
- La Déconstruction de l'Analyse Constructive (Même Pas Mal - 2021)
- Ni Web Ni Master, Nada, 2022
- En marche ou grève, Nada, 2024 (ISBN 979-10-92457-67-4)

### Discographie

#### Albums avec Trotski Nautique
- Chomsky Ned (2012)
- Tolstoi Story (2014)
- Oncle Vania Pocket (2014)
- Station Mir Express (2015)
- Gala à Tulle (2015)
- Steppe by Steppe (Mon Cul c'est du Tofu - 2017)[19]
- Jean-Luc Le Tenia. Mauselée Tape 2 (2017)
- Trotski Music (2018)
- Synthétiseur Vol. 1 (2019)
- Boucherie (2021)
- Welcome to the Jingle (2021)
- Marx Exotique (2022)
- Le meilleur de à bas (2023)

#### Albums avec Top Montagne
- Electrical Bouilloire (2005)
- Lowifimusicalsplit2 (2006)
- Laïka Bielka Strelka (2008)
- J'aime pas la Musique (2010)

#### Autres
- Dr Snuggle & Mc Jacqueline (Mon Cul c'est du Tofu - 2009)